# Floyd B. Olson
Floyd Bjørnstjerne Olson, född 13 november 1891 i Minneapolis, Minnesota, död 22 augusti 1936 i Rochester, Minnesota, var en amerikansk politiker (Minnesota Farmer-Labor Party). Han var Minnesotas guvernör från 1931 fram till sin död. I guvernörsvalet 1930 företrädde han en förhållandevis moderat linje men i samband med försämringen av det ekonomiska läget under depressionen kom han så småningom att förespråka radikala reformer.
Olsons föräldrar var fattiga invandrare från Skandinavien. Fadern hade kommit till USA från Norge och modern från Sverige. Som ung var Floyd Olson hamnarbetare i Seattle där han anslöt sig till fackföreningen Industrial Workers of the World. Han studerade sedan vid University of Minnesota och Northwestern College of Law. Därefter inledde han sin karriär som advokat i Minneapolis. Han var åklagare i Hennepin County 1920–1930. Han vann guvernörsvalet 1930 med omval 1932 och 1934. År 1931 efterträdde han Theodore Christianson som guvernör och avled 1936 i ämbetet. Olson gravsattes på Lakewood Cemetery i Minneapolis.